# Wu Pang-kuo
Wu Pang-kuo (čínsky pchin-jinem Wú Bāngguó, znaky zjednodušené 吴邦国, tradiční 吳邦國; 24. července 1941 – 8. října 2024) byl čínský komunistický politik. 
Původně technik v továrně na elektroniku se vypracoval na jejího ředitele, poté přešel do politiky. Působil ve vedení šanghajské organizace Komunistické strany Číny, od roku 1991 vedl stranickou organizaci v Šanghaji jako tajemník šanghajského městského výboru KS Číny (1991–1994), zastával funkci tajemníka sekretariátu ÚV KS Číny (1994–1997), místopředsedy vlády (1995–2003) a předsedy stálého výboru Všečínského shromáždění lidových zástupců (2003–2013), současně byl členem vedení KS Číny jako člen politbyra (1992–2012) a jeho stálého výboru (2002–2012).

## Život
Wu Pang-kuo se narodil 12. července 1941 v okresu Pching-pau v provincii Kuej-čou, rod Wu pocházel z okresu Fej-tung v provincii An-chuej. Jeho otec vyučoval na vojenské škole. V roce 1960 nastoupil studia radioelektroniky na univerzitu Čching-chua v Pekingu, kterou absolvoval v roce 1967. Mezitím v roce 1964 vstoupil do Komunistické strany Číny. Po ukončení studia nastoupil jako dělník a technik do šanghajské továrny na elektronky č. 3, s lety postupoval výše až na zástupce vedoucího a vedoucího technického úseku (do 1976), náměstka ředitele a ředitele továrny (1976–1978). V roce 1978 byl pověřen funkcí zástupce ředitele Šanghajské společnosti elektronických součástek, poté zástupce ředitele Šanghajské společnosti ekletronek. V letech 1981–1983 pracoval jako zástupce tajemníka Šanghajského úřadu pro měřicí přístroje, přístroje a telekomunikace. Na XII. sjezdu KS Číny v září 1982 byl zvolen kandidátem ústředního výboru (znovuzvolen na XIII. sjezdu 1987).
Roku 1983 přešel do stranického aparátu, když ve stálém výboru šanghajského městského výboru KS Číny odpovídal za otázky vědy a techniky. V letech 1985–1991 byl zástupcem tajemníka šanghajského městského výboru KS Číny a od roku 1991 vedl šanghajské komunisty jako tajemník šanghajského městského výboru KS Číny. Ve vedení Šanghaje úzce spolupracoval s Ťiang Ce-minem, starostou (1985–1988) a tajemníkem stranické organizace (1987–1989) a Ču Žung-ťim, nástupcem Ťianga v obou funkcích. Byl proto během svého dalšího působení ve vysokých funkcích všeobecně považován za člena „šanghajské kliky“ a spolupracovníka Ťiang Ce-mina, s celkově konzervativním přístupem k reformám.
Na XIV. sjezdu KS Číny v říjnu 1992 byl zvolen do ústředního výboru a následně i členem politbyra. V září 1994 byl přeložen ze Šanghaje do Pekingu na místo tajemníka sekretariátu ÚV KS Číny a v březnu 1995 se stal místopředsedou státní rady (vlády) pro průmysl a státní podniky. Na XV. sjezdu KS Číny v září 1997 byl potvrzen v politbyru (ale nikoliv v sekretariátu) a při sestavování nové vlády v březnu 1998 zůstal ve funkci místopředsedy vlády.
Na XVI. sjezdu KS Číny v listopadu 2002 se dostal mezi nejvyšší mocenskou elitu v zemi, když zaujal druhé místo ve stálém výboru politbyra, čímž zaujal druhé místo v Komunistické straně Číny, hned za generálním tajemníkem Chu Ťin-tchaem. Následně při reorganizaci státních orgánů v novém funkčním období v březnu 2003 byl zvolen předsedou stálého výboru Všečínského shromáždění lidových zástupců (parlamentu). Ve zmíněných funkcích a úřadech zůstal i po XVII. sjezdu KS Číny v říjnu 2007, resp. po ustavujícím zasedání Všečínského shromáždění lidových zástupců dalšího funkčního období v březnu 2008. Jako předseda stálého výboru Všečínského shromáždění lidových zástupců hájil politiku „pěti ne“: ne mnohostranickým volbám, ne pluralismu, ne oddělení mocí, ne federalismu, ne privatizaci.
Na XVIII. sjezdu KS Číny v listopadu 2012 odešel ze stranických funkcí a v březnu 2013 s uplynutím funkčního období skončil i ve Všečínském shromáždění lidových zástupců. Ve funkci předsedy stálého výboru shromáždění ho vystřídal Čang Te-ťiang.
Od roku 2013 byl v penzi.